# CAPS United Football Club
O CAPS United Football Club é um clube de futebol com sede em Harare, Zimbabwe. A equipe compete no Campeonato Zimbabuense de Futebol.

## História
O clube foi fundado em 1973 e teve rápido crescimento no futebol na época amador do país, nos anos 70 e 80. Começou a disputar a Zimbabwe Premier Soccer League no ano de sua fundação em 1980, e durante as décadas é a segundo maior clube do país, somente atrás dos seus rivais locais, Dynamos FC.
O clube disputa o Derby de Harare, jogo que disputa contra o Dynamos FC que é historicamente o seu maior rival.
Em âmbito continental, coleciona diferentes participações na década de 90 e século XVi, na Champions Africana, COSAFA Cup entre outros torneios regionalizados da África.